# Elitesoziologie

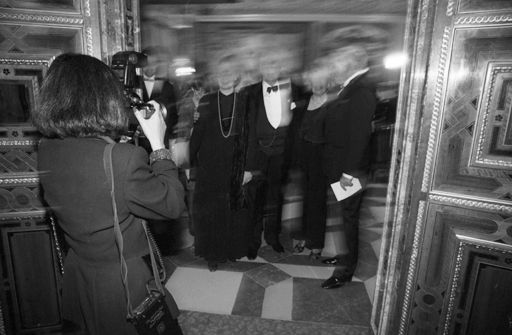
Eliten versammeln sich gerne im illustren Rahmen, wie hier beim Neujahrsempfang der Bayerischen Staatsregierung in der Münchner Residenz

Die Elitesoziologie beschäftigt sich als Teilbereich der Soziologie mit dem Phänomen der Eliten. In der Elitesoziologie lassen sich drei Ansätze sowohl inhaltlich als auch zeitlich voneinander unterscheiden: die um die Jahrhundertwende etablierte Elitesoziologie, die Soziologie der Funktionseliten und die kritische Elitesoziologie.

## Differenzen in der Elitesoziologie
Um die Jahrhundertwende wurde zunächst „Elite“ im engen Zusammenhang mit „Masse“ diskutiert. In dieser Zeit galt den Soziologen Elite als positiv besetzter Begriff. Ihm folgte der um Werturteilsfreiheit bemühte funktionalistische Ansatz der Funktionseliten. In jüngerer Zeit wird „Elite“ soziologisch und eher kritisch als Machtelite aufgefasst.

### Die klassischen Elitesoziologen
Zu den klassischen Elitesoziologen zählen:
- Vilfredo Pareto (1848–1923)
- Thorstein Veblen (1857–1929)
- Gaetano Mosca (1858–1941)
- Robert Michels (1876–1936)
- José Ortega y Gasset (1883–1955)

Ihnen gemeinsam ist, dass sie – auf Niccolò Machiavellis Elitetheorie aufbauend – Elite und Masse einander gegenüberstellen. Pareto geht dabei davon aus, dass Eliten nie von der Masse, sondern immer nur von „Reserveeliten“ ersetzt werden.

### Soziologie der Funktionseliten
Zu den wichtigsten Soziologen und Soziologinnen der Funktionseliten zählen:
- Karl Mannheim (1893–1947)
- Otto Stammer (1900–1978)
- Harold Dwight Lasswell (1902–1978)
- Suzanne Keller (1927–2010)
- Ralf Dahrendorf (1929–2009)
- Hans Peter Dreitzel (1935–2022)

Unter der Theorie der Funktionselite ist im Allgemeinen zu verstehen, dass sich grundsätzlich immer, zumal aber in der modernen demokratischen Gesellschaft in verschiedenen Sektoren mehrere Elitegruppen durch eine Leistungsselektion herausbilden. Die Soziologie der Funktionseliten entstand Anfang der 1950er Jahre, als durch den Faschismus in Italien und Deutschland der Begriff der Elite mit der faschistischen Ideologie verbunden worden war und daher analytisch nur noch schlecht für eine demokratische Gesellschaft benutzbar war.

## Hauptfragen der Elitesoziologie
Nach Barbara Wasner untersucht die moderne Elitesoziologie elf verschiedene Hauptfragen:
- Identifikation (wer soll zur Elite gezählt werden?)
- Soziale Herkunft (welcher Schicht / Klasse gehört die Elterngeneration der Elite an – Rekrutierungsbasis?)
- Karriereverlauf (auf welchem Weg erlangt man eine Eliteposition)
- Persönliche Merkmale und Qualifikationen (Alter, Geschlecht, Bildung…; Machtinstinkt, Stressresistenz…; Souveränität, Optimismus…)
- Elitespezifische Denkmuster (Selbstbild, Standesbewusstsein, ideologische Grundüberzeugung, Führungsstil)
- Elitetypen (Zuordnung zu Gesellschaftssektoren: Politik, Wirtschaft, Kultur…; Zuordnung in einer Power Structure)
- Arbeitsweise und Kommunikation der Eliten (Kommunikation und Interaktion der Eliten, Elitenetzwerke, Mechanismen zur sozialen Verbundenheit)
- Repräsentativität der Eliten (Vergleiche der sozialstrukturellen Merkmale der Eliten mit der Gesellschaft, um unter anderem Zugangsbarrieren zu identifizieren)
- Interessenrepräsentativität (Welche Interessen vertreten und setzen Elitenmitglieder durch?)
- Legitimität und Prestige der Eliten (Welche Wertschätzung genießen Eliten und wie sind sie in der Gesellschaft legitimiert?)